# Dendrobangia
Dendrobangia es un género de plantas herbáceas de la familia  Metteniusaceae en el orden  Metteniusales. Consta de tres especies.

## Descripción
Son árboles, con las ramas cilíndricos, lepidoto-strigosas a glabras. Hojas alternas. Las inflorescencias axilares, paniculadas, difusa, densamente pubescentes. Flores sessiles en glomérulos de 3-5, perfectas. Frutas drupáceas, el mesocarpio delgado y carnoso, el putamen delgado y leñoso; semilla solitaria,  embrión diminuto, el endospermo abundante.

## Taxonomía
El género fue descrito por Henry Hurd Rusby y publicado en Memoirs of the Torrey Botanical Club 6: 19. 1896. La especie tipo es: Dendrobangia boliviana Rusby

## Especies aceptadas
A continuación se brinda un listado de las especies del género Dendrobangia aceptadas hasta octubre de 2013, ordenadas alfabéticamente. Para cada una se indica el nombre binomial seguido del autor, abreviado según las convenciones y usos.
- Dendrobangia boliviana Rusby
- Dendrobangia multinervia Ducke
- Dendrobangia tenuis Ducke